# Европейски шампионат по летни спортове
Европейският шампионат по летни спортове е международно състезание в Европа, провеждащо се на всеки четири години от 2018 г. насам. Първият европейски шампионат се провежда в Берлин (Германия) и Глазгоу (Шотландия, Великобритания) през 2018 г. Второто издание се провежда през 2022 г. в Мюнхен (Бавария, Германия). 
През 2022 г. в програмата на шампионата са европейските първенства по гребане, кану, катерене, колоездене, лека атлетика, плажен волейбол, спортна гимнастика, тенис на маса и триатлон.

## История
През 2015 г. Европейската лекоатлетическа асоциация, Европейската лига по плуване, Европейският съюз по колоездене, Международната федерация по гребане и Европейският съюз по триатлон се споразумяват да организират техните европейски шампионати като част от Европейския шампионат по летни спортове. През 2018 г. в програмата на шампионата са европейските първенства по голф, лека атлетика, гребане, колоездене, плуване, спортна гимнастика и триатлон. Шампионатът е гледан от общо 1,4 милиарда зрители в 43 европейски страни и над един милион посетители.

## Спортове

### 2018
- академично гребане
- голф
- лека атлетика
- колоездене
- плуване
- спортна гимнастика
- триатлон

### 2022
- академично гребане
- кану
- катерене
- колоездене
- лека атлетика
- плажен волейбол
- спортна гимнастика
- тенис на маса
- триатлон